# Gregório Lopes
Pour les articles homonymes, voir Lopes.
Gregório Lopes, né vers 1490 et mort à Lisbonne en 1550, est un peintre portugais de la Renaissance.

## Biographie
Élève du peintre de cour Jorge Afonso (vers 1470-1540), Gregório Lopes est également devenu le gendre de celui-ci après avoir épousé Isabel Jorge. Son activité à Lisbonne est attestée dès 1513.
Dans le sillage de son beau-père, qui lui obtient des commandes royales en sa qualité d'intendant ou commissaire des œuvres de peinture commandées par le roi, Lopes devient l'un des peintres les plus importants de la cour à la fin du règne de Manuel Ier puis sous celui de Jean III . En 1520, Dom Jorge, duc de Coimbra, fils illégitime de Jean II, le nomme chevalier de l'ordre de Santiago. Le 25 avril 1522, Jean III lui confère le titre de peintre royal, qui lui avait déjà été promis quelques années auparavant par Manuel Ier.
Lopes collabore souvent avec d'autres peintres de l'entourage proche de Jorge Afonso. Ainsi, En 1518, aux côtés de Cristóvão de Figueiredo, il assiste Garcia Fernandes pour la décoration de la flèche de la cour d'appel de Lisbonne, laissée inachevée par le peintre flamand Francisco Henriques, beau-frère d'Afonso. En 1520, quand ce dernier lui confie l'exécution du retable de la chapelle du Salvador au couvent São Francisco da Cidade de Lisbonne, il lui adjoint Jorge Leal. Il peint également avec plusieurs collaborateurs le retable de la petite église du couvent du Paraíso (1523). Dix ans plus tard, il collabore à nouveau avec Garcia Fernandes et Cristóvão de Figueiredo pour la réalisation de trois retables destinés au couvent Santo António à Ferreirim.
Entre 1536 et 1539, il réalise cinq tableaux d'autel pour la rotonde du couvent de l'ordre du Christ à Tomar, et peint aussi un grand retable pour l'église São João de cette ville. Au cours de la même décennie, il est chargé de peindre le retable du couvent Santos-o-Novo des religieuses de l'ordre de Santiago.
En 1544, il peint un retable (aujourd'hui perdu) pour l'église São Quintino à Sobral de Monte Agraço, et réalise un grand triptyque pour le couvent de Valverde, près d'Évora.
À la fin de sa carrière, Gregório Lopes a pour collaborateur son fils Cristóvão Lopes. Son style, initialement très proche de celui de son beau-père Jorge Afonso, dont il a repris l'atelier en 1540, a progressivement évolué vers un maniérisme élégant influencé par les maîtres italiens.
Gregório Lopes meurt avant le 19 octobre 1550, date à laquelle Jean III accorde une pension à sa veuve. Il est inhumé dans l'église de São Domingos. L'année suivante, Jean III nomme Cristóvão Lopes pour succéder à son père en tant que peintre royal.

## Œuvres
- La Visitation (l'un des quatre panneaux latéraux du retable de la chapelle du Salvador du couvent São Francisco, dont le panneau central est perdu), 1520-1521, huile sur panneau de chêne, 181 x 133 cm, Lisbonne, Museu Nacional de Arte Antiga (MNAA), inv. 4 Pint.
- La Mort de la Vierge (panneau du retable du couvent du Paraíso), vers 1523, huile sur panneau, 128,5 x 87 cm, MNAA, inv. 15 Pint.
- L'Annonciation (panneau du retable du couvent de Santos-o-Novo), vers 1530, huile sur panneau de chêne, 136 x 113 cm, MNAA, inv. 1170 Pint.
- La Vierge à l'Enfant avec les anges (un des cinq tableaux d'autel peints pour la rotonde de Tomar), 1539, huile sur panneau de chêne, 121 x 89 cm, MNAA, inv. 30 Pint.
- L'Adoration des Mages, vers 1540 (?), huile sur panneau, 129 x 125 cm, Église Saint-Andéol de Bourg-Saint-Andéol.

Œuvres de Gregório Lopes
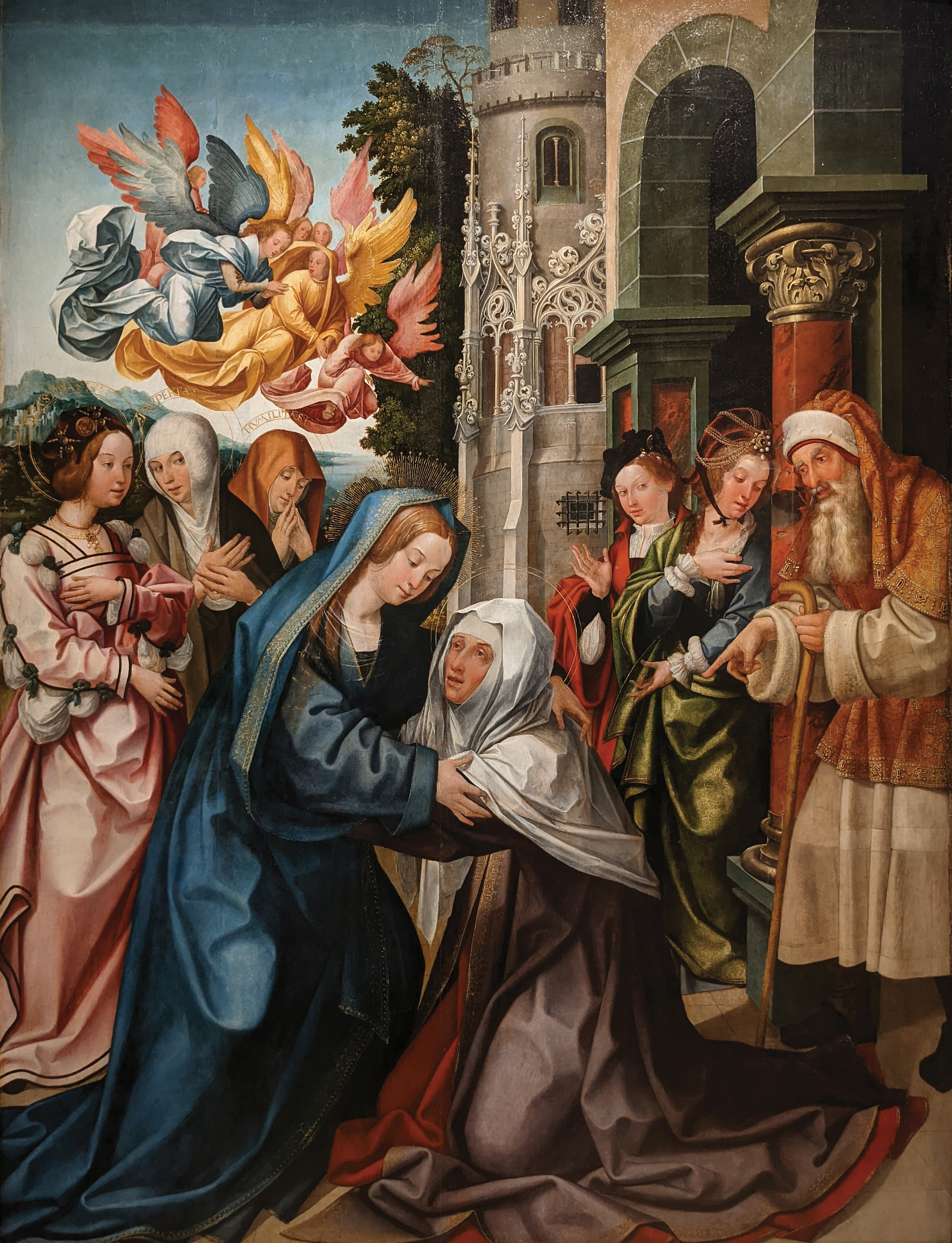
La Visitation (1520-1521), MNAA, inv. 4 Pint.
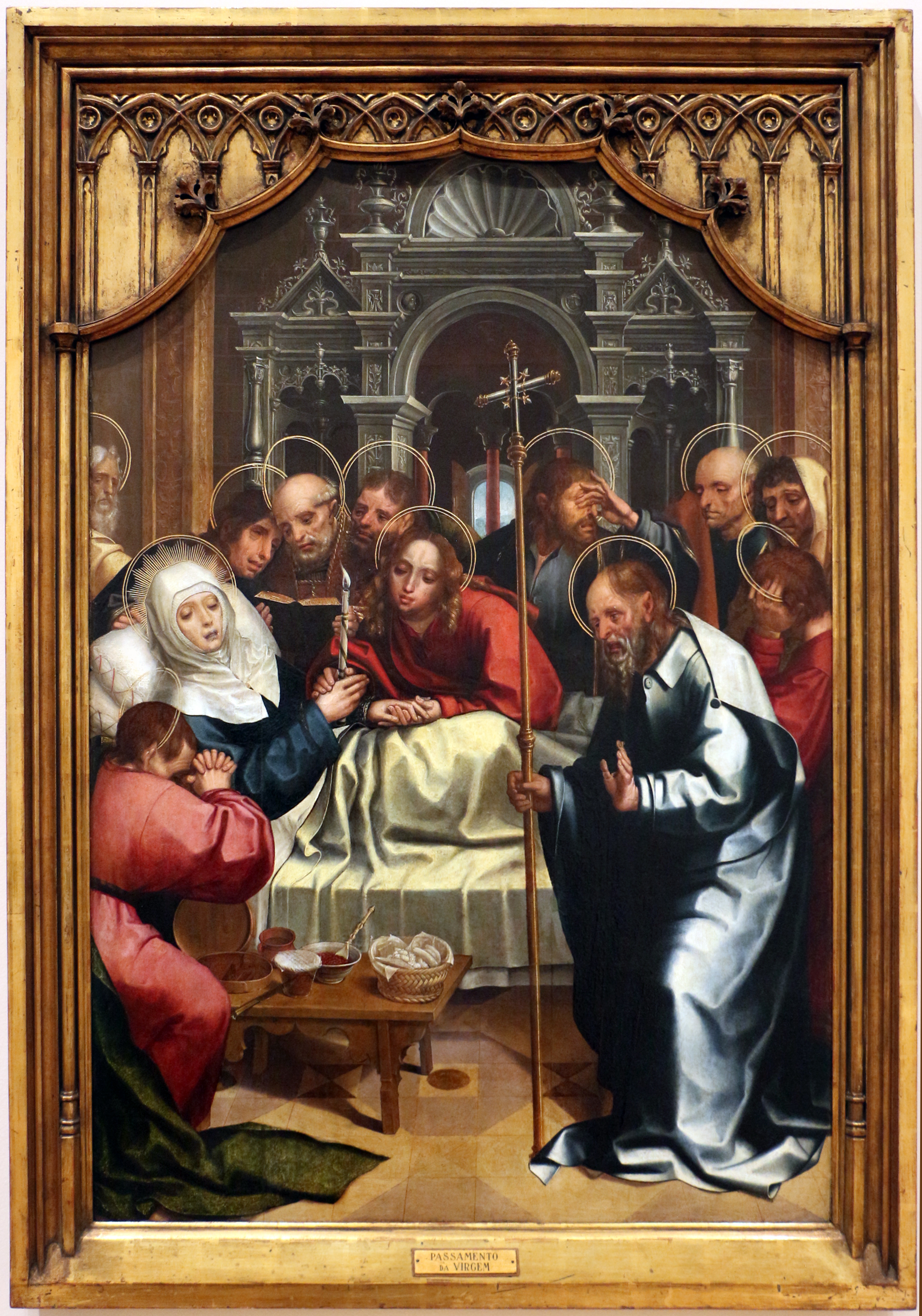
La Mort de la Vierge (v. 1523), MNAA, inv. 15 Pint.
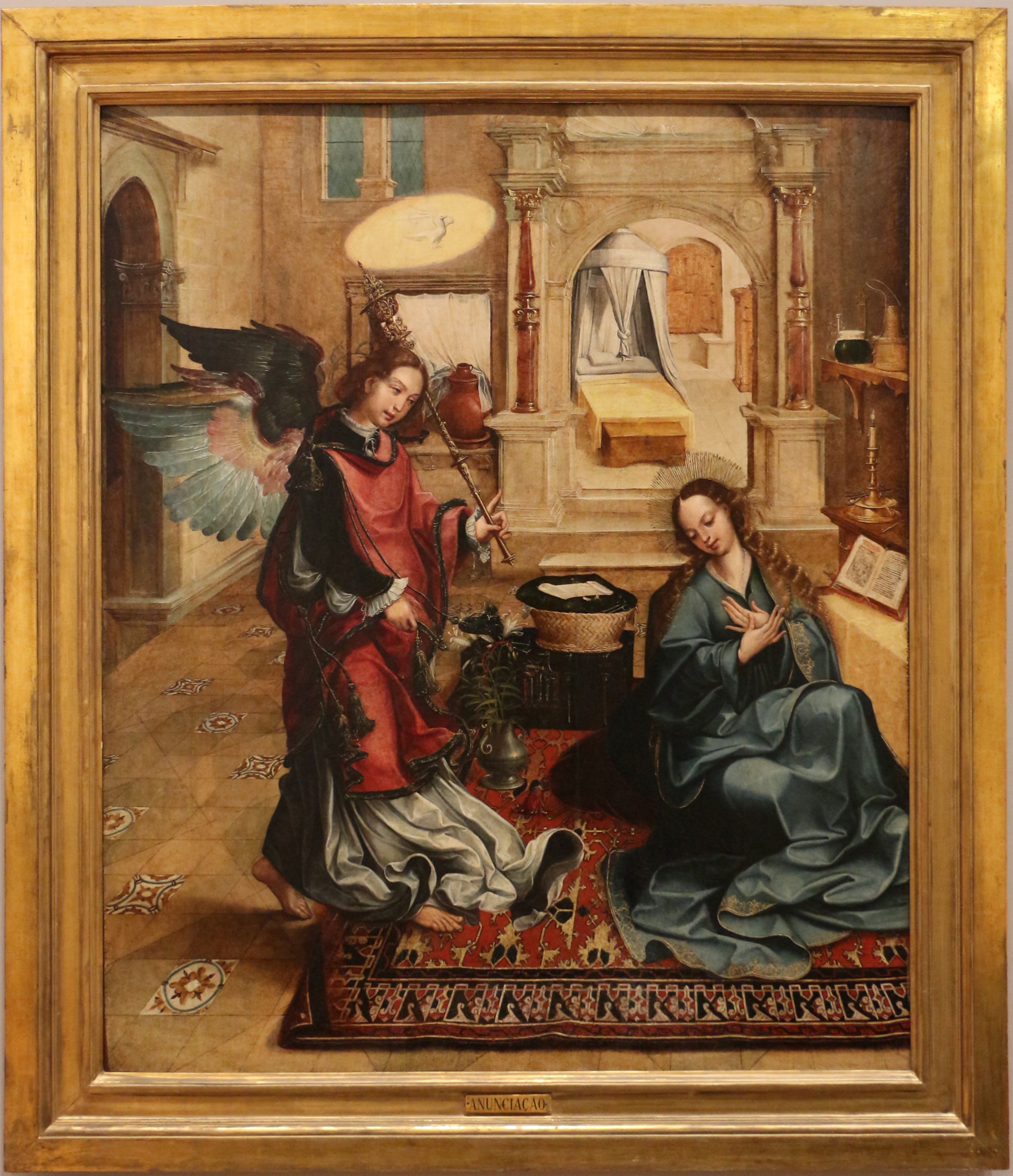
L'Annonciation (v. 1530), MNAA, inv. 1170 Pint.
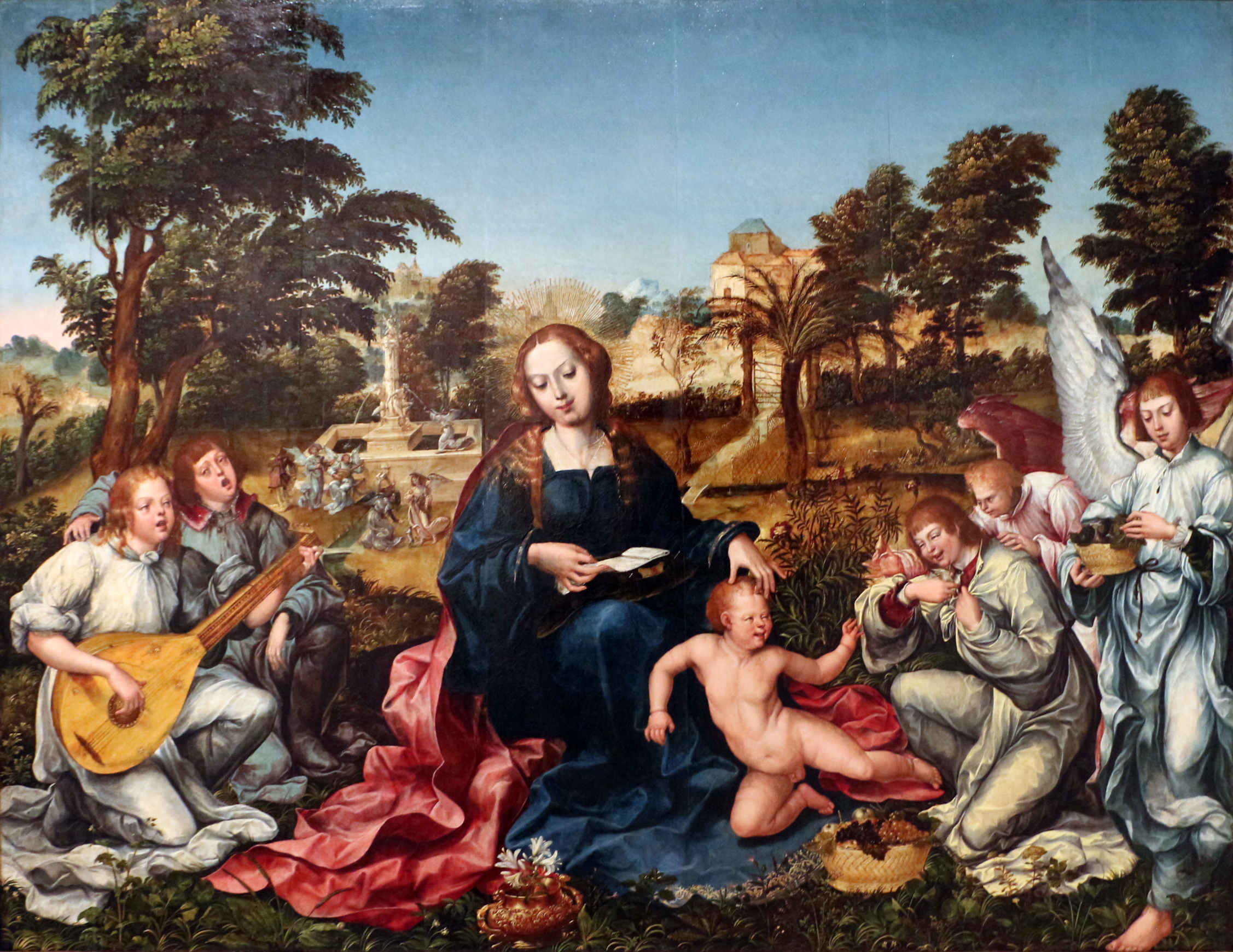
La Vierge à l'Enfant avec les anges (1539), MNAA, inv. 30 Pint.